# Tegerfelden
Tegerfelden est une commune suisse du canton d'Argovie, située dans le district de Zurzach.

## Histoire

Vue aérienne (1948).

Dans les années 1860, à la suite des attaques destructrices des vignobles par le phylloxéra et sur impulsion du gouverneur Charles Joseph Latrobe et de son épouse née Sophie de Montmollin (originaire de la région viticole de Neuchâtel), plusieurs membres d'une très ancienne famille de viticulteurs de Tegerfelden, les Deppeler et les Hauenstein, ont émigré en Australie (état de Victoria), aux États-Unis (Wisconsin et Ohio) et en Argentine (Baradero et Rosario). Parmi eux, natifs de Tegerfelden :
- Andreas Deppeler (1813-1901) en Australie ;
- Jakob Deppeler (1829-1896) à Santa Fe (Argentine) ;
- Gottfried Deppeler (1858-1909), fils d'Andreas, en Australie ;
- Friedrich Deppeler (1876-1962) au Wisconsin.